# ロナルド・トレイエズ
- ロナルド・トレイズ
- ロナルド・トレイエス

ロナルド・アルシデス・トレイエズ・ソロルサーノ（Ronald Alcides Torreyes Solorsano，1992年9月2日 - ）は、ベネズエラのバリナス州バリナス出身のプロ野球選手（内野手）。右投右打。愛称は姓を短縮したトエ（Toe）。

## 経歴

### プロ入りとレッズ傘下時代
2010年2月にアマチュア・フリーエージェントでシンシナティ・レッズとマイナー契約を結んだ。5月13日に傘下のルーキー級ベネズエラン・サマーリーグ・レッズ、8月7日にルーキー級アリゾナリーグ・レッズ、9月1日にA級デイトン・ドラゴンズに配属された。
2011年6月18日、A級デイトンから延長キャンプに送られた。

### カブス傘下時代
2011年12月23日にショーン・マーシャル、デーブ・サッペルトとのトレードで、トラビス・ウッドと共にシカゴ・カブスへ移籍した。
2012年4月3日にA級デイトナ・カブスに配属された。
2013年は、4月1日に延長キャンプに送られ、4月12日にAA級テネシー・スモーキーズに配属された。

### アストロズ傘下時代

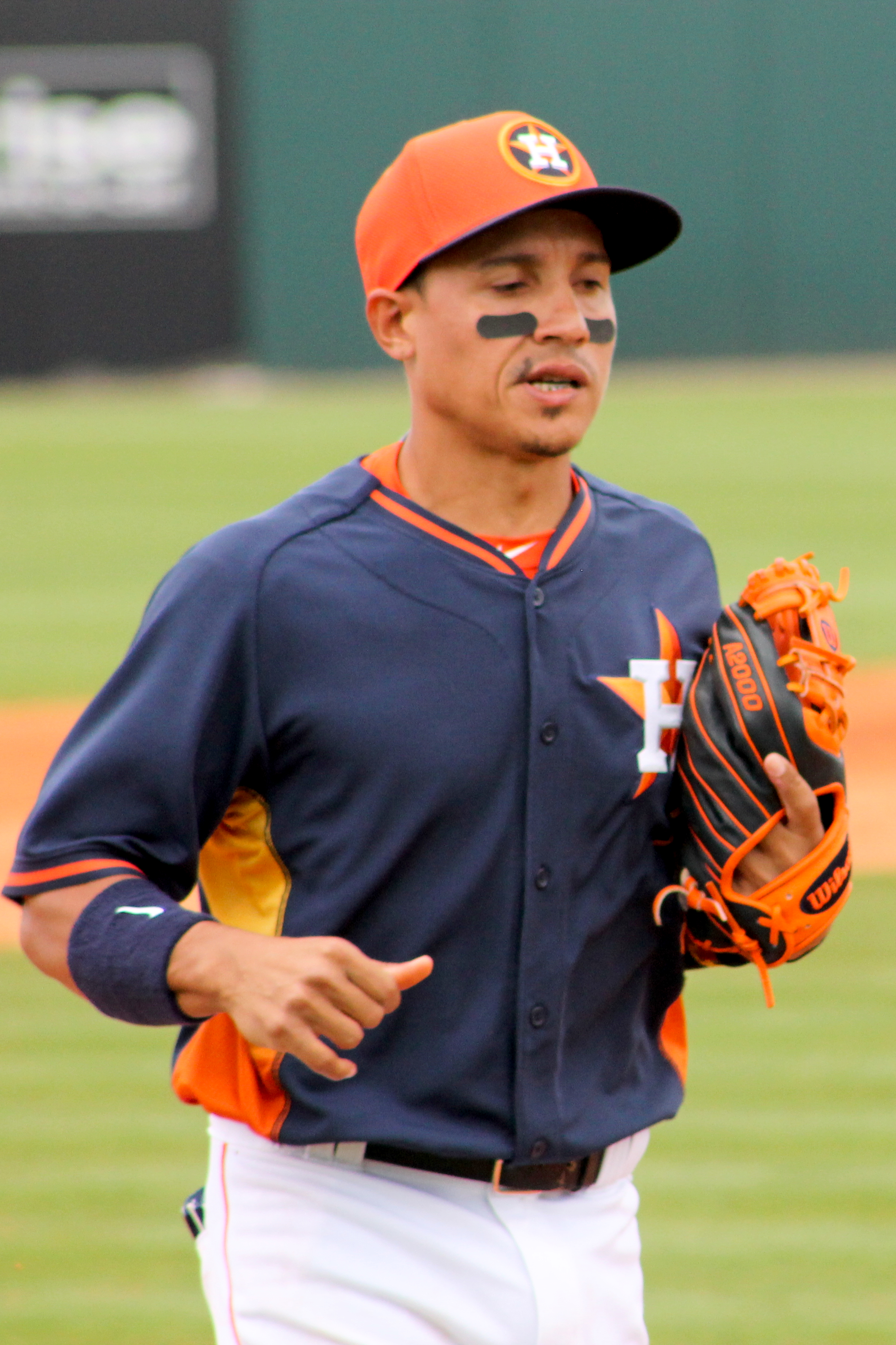
ヒューストン・アストロズ時代
(2015年3月7日)

2013年7月2日にトレードで、ヒューストン・アストロズへ移籍した。
2014年は傘下のAAA級オクラホマシティ・レッドホークスに所属した。オフの11月20日にメジャー契約を結んで40人枠入りした。
2015年3月16日、マイナー・オプションで傘下のAAA級フレズノ・グリズリーズに配属された。5月7日にDFAとなった。

### ブルージェイズ傘下時代
2015年5月15日に金銭または後日発表選手とのトレードで、トロント・ブルージェイズへ移籍し、40人枠入りしたままAA級ニューハンプシャー・フィッシャーキャッツに配属された。

### ドジャース時代
2015年6月12日に金銭トレードで、ロサンゼルス・ドジャースへ移籍し、40人枠に入ったままマイナー・オプションで傘下のAA級タルサ・ドリラーズに配属された。8月11日にAAA級オクラホマシティ・ドジャースに昇格した。9月13日にアクティブ・ロースター入りし、同日のアリゾナ・ダイヤモンドバックス戦でハムストリングを痛めたホセ・ペラザに代わって5回裏の守備から「2番・二塁手」でメジャー初出場。7回表のメジャー初打席で二塁打を放ちメジャー初安打となった。

### ヤンキース時代

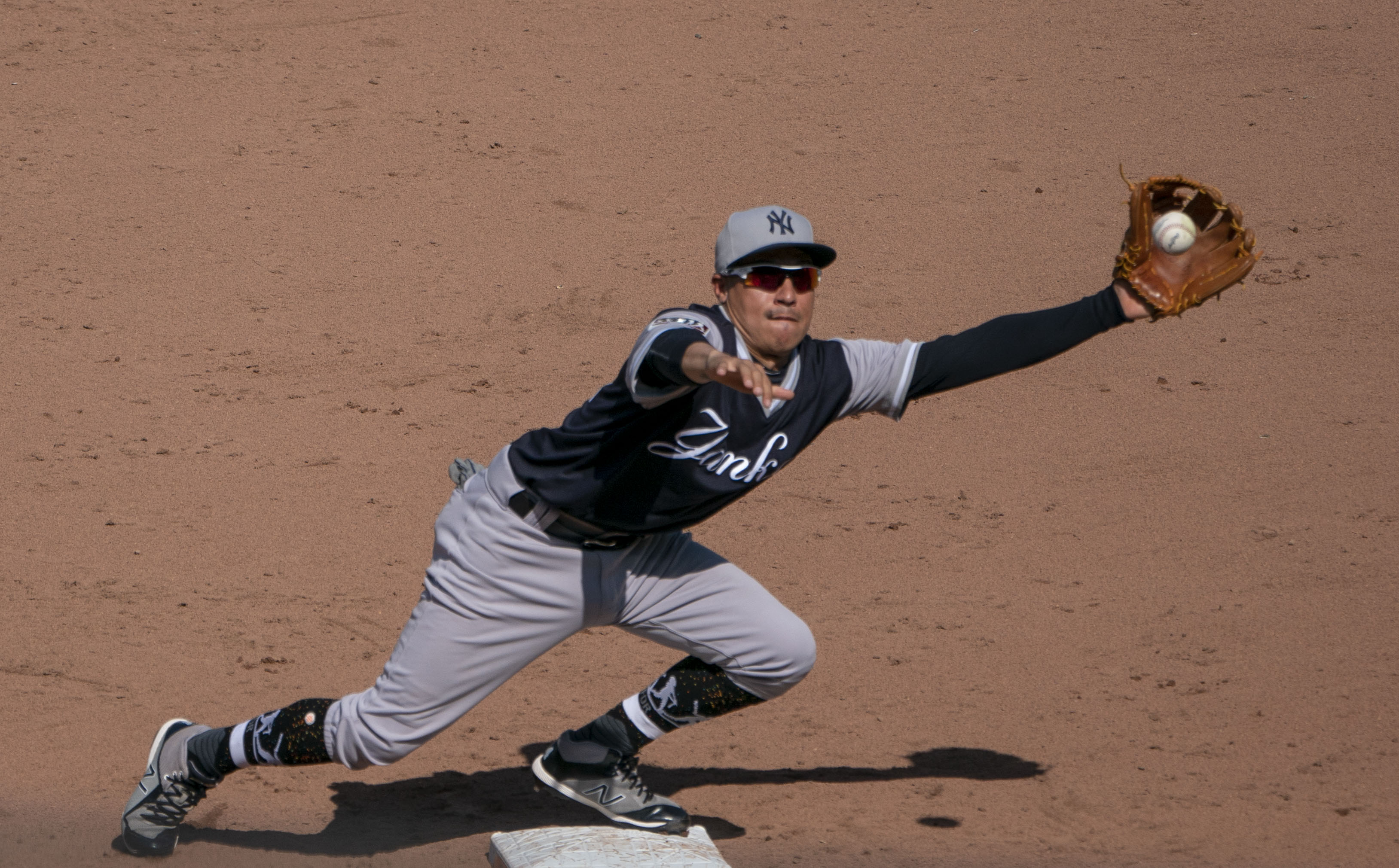
ニューヨーク・ヤンキース時代
(2018年8月25日)

2016年1月12日にロブ・セゲディンと後日発表選手または金銭とのトレードで、タイラー・オルソンと共にニューヨーク・ヤンキースへ移籍した。1月15日、レーン・アダムスの加入に伴ってDFAとなった。1月25日、ウェイバー公示を経てロサンゼルス・エンゼルスへ移籍した。1月27日にジェフリー・マルテの加入に伴ってDFAとなった。2月1日、ウェイバー公示を経て再度ヤンキースへ移籍した。ヤンキースに戻ったトレイエスはユーティリティの役割を与えられ、72試合に出場した。打撃面では打率.258、1本塁打、12打点、2盗塁を記録し、ホームランと盗塁はメジャー初記録だった。

### ツインズ時代
2018年11月28日に後日発表選手または金銭でのトレードで、カブスに移籍したが、2日後の30日にFAとなった。
その後、12月6日にミネソタ・ツインズと1年契約を結んだ。
2019年は開幕から傘下のAAA級ロチェスター・レッドウイングスでプレーし、7月1日に40人枠外となった。9月10日にメジャー契約を結んでアクティブ・ロースター入りした。レギュラーシーズン終了後の10月28日にマイナー契約でAAA級ロチェスターへ配属され、31日にFAとなった。

### フィリーズ時代
2020年1月2日にフィラデルフィア・フィリーズとマイナー契約を結び、スプリングトレーニングに招待選手として参加することになった。9月11日にメジャー契約を結んでアクティブ・ロースター入りした。9月15日にDFAとなり、17日にマイナー契約となった。レギュラーシーズン終了後の10月15日にFAとなったが、12月4日にマイナー契約で再契約した。
2021年シーズン開幕直前の3月28日にメジャー契約を結んでアクティブ・ロースター入りすることが発表された。

## 詳細情報

### 年度別打撃成績
| 年 度    | 球 団    | 試 合 | 打 席 | 打 数 | 得 点 | 安 打 | 二 塁 打 | 三 塁 打 | 本 塁 打 | 塁 打 | 打 点 | 盗 塁 | 盗 塁 死 | 犠 打 | 犠 飛 | 四 球 | 敬 遠 | 死 球 | 三 振 | 併 殺 打 | 打 率 | 出 塁 率 | 長 打 率 | O P S |
| -------- | -------- | ----- | ----- | ----- | ----- | ----- | -------- | -------- | -------- | ----- | ----- | ----- | -------- | ----- | ----- | ----- | ----- | ----- | ----- | -------- | ----- | -------- | -------- | ----- |
| 2015     | LAD      | 8     | 8     | 6     | 1     | 2     | 1        | 0        | 0        | 3     | 1     | 0     | 0        | 1     | 0     | 1     | 0     | 0     | 1     | 0        | .333  | .429     | .500     | .929  |
| 2016     | NYY      | 72    | 169   | 155   | 20    | 40    | 7        | 4        | 1        | 58    | 12    | 2     | 1        | 1     | 1     | 10    | 0     | 1     | 20    | 4        | .258  | .305     | .374     | .680  |
| 2017     | NYY      | 108   | 336   | 315   | 35    | 92    | 15       | 1        | 3        | 118   | 36    | 2     | 0        | 5     | 4     | 11    | 0     | 1     | 43    | 9        | .292  | .314     | .375     | .689  |
| 2018     | NYY      | 41    | 102   | 100   | 9     | 28    | 7        | 1        | 0        | 37    | 7     | 0     | 0        | 0     | 0     | 2     | 0     | 0     | 16    | 3        | .280  | .294     | .370     | .664  |
| 2019     | MIN      | 7     | 17    | 16    | 3     | 3     | 0        | 0        | 0        | 3     | 1     | 1     | 0        | 0     | 0     | 0     | 0     | 1     | 3     | 0        | .188  | .235     | .188     | .423  |
| 2020     | PHI      | 4     | 7     | 7     | 1     | 1     | 1        | 0        | 0        | 2     | 0     | 0     | 0        | 0     | 0     | 0     | 0     | 0     | 0     | 1        | .143  | .143     | .286     | .429  |
| MLB：6年 | MLB：6年 | 240   | 639   | 599   | 69    | 166   | 31       | 6        | 4        | 221   | 57    | 5     | 1        | 7     | 5     | 24    | 0     | 3     | 84    | 17       | .277  | .306     | .369     | .675  |

- 2020年度シーズン終了時

### 年度別守備成績
| 年 度 | 球 団 | 二塁  | 二塁  | 二塁  | 二塁  | 二塁  | 二塁     | 三塁  | 三塁  | 三塁  | 三塁  | 三塁  | 三塁     | 右翼  | 右翼  | 右翼  | 右翼  | 右翼  | 右翼     | 遊撃  | 遊撃  | 遊撃  | 遊撃  | 遊撃  | 遊撃     |
| 年 度 | 球 団 | 試 合 | 刺 殺 | 補 殺 | 失 策 | 併 殺 | 守 備 率 | 試 合 | 刺 殺 | 補 殺 | 失 策 | 併 殺 | 守 備 率 | 試 合 | 刺 殺 | 補 殺 | 失 策 | 併 殺 | 守 備 率 | 試 合 | 刺 殺 | 補 殺 | 失 策 | 併 殺 | 守 備 率 |
| ----- | ----- | ----- | ----- | ----- | ----- | ----- | -------- | ----- | ----- | ----- | ----- | ----- | -------- | ----- | ----- | ----- | ----- | ----- | -------- | ----- | ----- | ----- | ----- | ----- | -------- |
| 2015  | LAD   | 4     | 2     | 4     | 0     | 1     | 1.000    | 3     | 0     | 0     | 0     | 0     | .---     | -     | -     | -     | -     | -     | -        | -     | -     | -     | -     | -     | -        |
| 2016  | NYY   | 14    | 14    | 15    | 0     | 9     | 1.000    | 34    | 12    | 76    | 2     | 9     | .978     | 2     | 1     | 0     | 0     | 0     | 1.000    | 15    | 12    | 22    | 1     | 1     | .971     |
| 2017  | NYY   | 54    | 90    | 105   | 2     | 19    | .990     | 26    | 9     | 39    | 1     | 3     | .980     | 1     | 1     | 0     | 0     | 0     | 1.000    | 36    | 28    | 62    | 1     | 12    | .989     |
| 2018  | NYY   | 20    | 19    | 35    | 0     | 4     | 1.000    | 11    | 2     | 13    | 2     | 0     | .882     | -     | -     | -     | -     | -     | -        | 9     | 3     | 22    | 0     | 5     | 1.000    |
| MLB   | MLB   | 92    | 125   | 159   | 2     | 32    | .993     | 74    | 23    | 128   | 5     | 12    | .968     | 3     | 2     | 0     | 0     | 0     | 1.000    | 60    | 43    | 106   | 2     | 18    | .987     |

- 2018年度シーズン終了時

### 背番号
- 59（2015年）
- 17（2016年）
- 74（2017年 - ）